# Instytut Biologii i Biotechnologii Uniwersytetu Rzeszowskiego
Instytut Biologii i Biotechnologii Uniwersytetu Rzeszowskiego – jeden z sześciu instytutów Kolegium Nauk Przyrodniczych Uniwersytetu Rzeszowskiego.

## Historia
Początki instytutu związane są z utworzeniem w 2002 roku na Uniwersytecie Rzeszowskim Instytutu Biotechnologii, który został ulokowany w Weryni w gminie Kolbuszowa w budynkach przekazanych uczelni nieodpłatnie przez Starostwo Powiatowe w Kolbuszowej i Urząd Miasta i Gminy Kolbuszowej. W 2005 roku decyzją Senatu UR instytut ten został podniesiony do rangi samodzielnego zamiejscowego wydziału, a następnie przekształcony w Pozawydziałowy Zamiejscowy Instytut Biotechnologii Stosowanej i Nauk Podstawowych (2012). Jednostka ta od tego czasu dysponuje bardzo dobrym zapleczem do badań z użyciem zwierząt (doświadczalna chlewnia, owczarnia, królikarnia i sala operacyjna dla dużych zwierząt) wraz z areałem gruntów uprawnych o powierzchni ponad 55,4 ha. W 2016 roku jednostka została przekształcona w Pozawydziałowy Instytut Biotechnologii, a w 2018 roku w Wydział Biotechnologii. Od 1 października 2019 roku, zarządzeniem Rektora UR, Wydział funkcjonuje jako Instytut Biologii i Biotechnologii Uniwersytetu Rzeszowskiego w ramach Kolegium Nauk Przyrodniczych. Na mocy decyzji Senatu UR, Instytut został podzielony na dwa osobne Instytuty: Biologii i Biotechnologii, które rozpoczęły działalność 1 kwietnia 2023 roku

## Władze Instytutu
W roku akademickim 2019/2020:
| Stanowisko         | Imię i nazwisko                   |
| ------------------ | --------------------------------- |
| Dyrektor           | dr hab. Robert Pązik              |
| Zastępca Dyrektora | dr hab. Małgorzata Kus-Liśkiewicz |
| Zastępca Dyrektora | dr Magdalena Kwolek-Mirek         |

## Struktura organizacyjna
| Jednostka                                    | Kierownik                       |
| -------------------------------------------- | ------------------------------- |
| Katedra Biotechnologii                       | dr hab. inż. Ewa Szpyrka        |
| Pracownia Biologii Eksperymentalnej i Chemii | dr hab. Roma Durak              |
| Pracownia Fizjologii i Ekologii Roślin       | dr hab. Tomasz Durak            |
| Pracownia Zoologii                           | dr hab. Ewa Węgrzyn             |
| Zakład Biochemii i Biologii Komórki          | dr hab. Renata Zadrąg-Tęcza     |
| Zakład Botaniki                              | dr hab. Łukasz Łuczaj           |
| Zakład Fizjologii i Rozrodu Zwierząt         | prof. dr hab. Marek Koziorowski |
| Zakład Mikrobiologii i Genetyki Molekularnej | dr Justyna Ruchała              |
| Zakład Monitoringu Środowiska                | prof. dr hab. Idalia Kasprzyk   |